# Fantasque-Klasse
Die Fantasque-Klasse war eine Klasse von zwei 64-Kanonen-Linienschiffen der französischen Marine, die von 1759 bis 1784 in Dienst stand.

## Allgemeines
Die Klasse wurde von dem Marinearchitekten Pierre-Blaise Coulomb entworfen und stellt eine um 32 cm verlängerte Version der Linienschiffe der Lion-Klasse dar, zu welcher sie manchmal auch gezählt werden. Da ihr Konstrukteur bereits 1753 verstorben war, wurde ihr Bau durch Joseph Véronique Charles Chapelle (Fantasque) und Joseph-Marie-Blaise Coulomb (Altier) überwacht.

## Einheiten
| Name      | Bauwerft          | Kiellegung | Stapellauf    | Indienststellung | Verbleib |
| --------- | ----------------- | ---------- | ------------- | ---------------- | --- |
| Fantasque | Arsenal de Toulon | Juli 1757  | 10. Mai 1758  | Mai 1759         | Im März 1783 in Lorient außer Dienst, Überführung nach Fort-Royal auf Martinique und Nutzung ab November 1784 als Hulk |
| Altier    | Arsenal de Toulon | Juli 1758  | 23. März 1760 | April 1762       | Im November 1770 in Toulon außer Dienst, 1772 an die private Schifffahrt verkauft                                      |

## Technische Beschreibung
Die Klasse war als Batterieschiff mit zwei durchgehenden Geschützdecks konzipiert und hatte eine Länge von 49,05 Metern (Geschützdeck) bzw. 43,53 Metern (Kiel), eine Breite von 13,16 Metern und einen Tiefgang von 6,33 Metern bei einer Verdrängung von 1100/2084 Tonnen. Sie waren Rahsegler mit drei Masten (Fockmast, Großmast und Kreuzmast). Der Rumpf schloss im Heckbereich mit einem Heckspiegel, in den Galerien integriert waren, die in die seitlich angebrachten Seitengalerien mündeten.
Die Besatzung hatte im Frieden eine Stärke von 332 Mann und im Kriegsfall auf 492 Mann (9 bzw. 12 Offiziere und 320 bzw. 480 Unteroffiziere bzw. Mannschaften). Die Bewaffnung der Klasse bestand aus 64 Kanonen.
|        | Unteres Batteriedeck | Oberes Batteriedeck | Backdeck      | Achterdeck    | Kanonen (Geschossgewicht) |
| ------ | -------------------- | ------------------- | ------------- | ------------- | ------------------------- |
| Design | 26 × 24-Pfünder      | 28 × 12-Pfünder     | 4 × 6-Pfünder | 6 × 6-Pfünder | 64 Kanonen (249,65 kg)    |

## Bemerkungen
1. ↑  Bei dieser Klassifizierung wurde diejenige nach Rif Winfield herangezogen, nach der zur Lion-Klasse nur die Schiffe Lion und Sage gehören.